# .375 Winchester

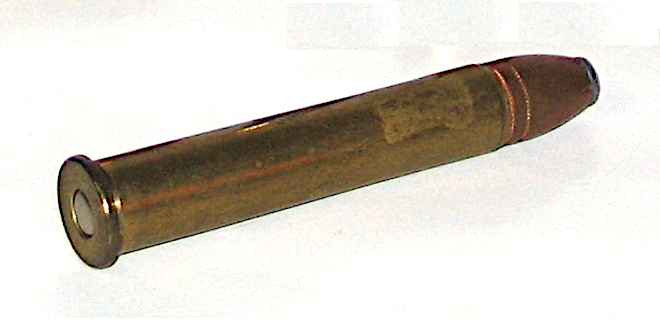
O cartucho .375 Winchester.

O .375 Winchester é um cartucho de fogo central para rifle ele é uma versão modernizada do .38-55 Winchester, um cartucho de pólvora negra da década de 1880. 

## Características

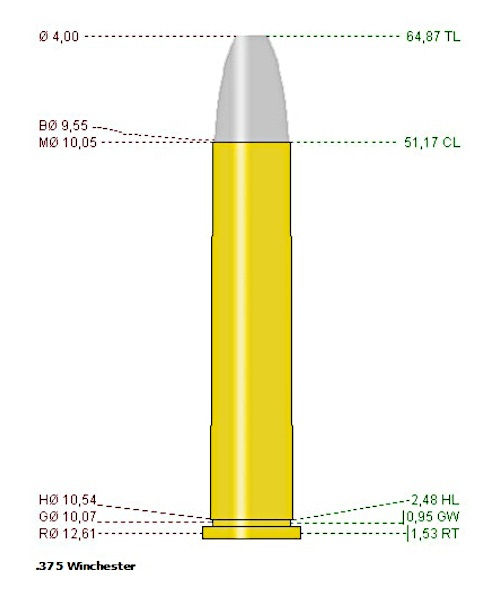
Dimensões do cartucho .375 Winchester.

O .375 Winchester foi lançado em 1978 como uma versão revisada do .38-55 Winchester-Ballard de 1894 que ainda usava pólvora negra. O .375 Winchester, com sua alta potência, passou a ser o cartucho padrão para versões modernas do rifle de grosso calibre por ação de alavanca Winchester Model 1894.
Embora muito semelhante em aparência ao ".38-55" original , o .375 Win tem o estojo um pouco mais curto, com paredes mais grossas e opera a pressões muito mais altas (50.000 CUP). Apesar disso, o .375 Winchester não alcançou o sucesso comercial esperado, tendo saído da linha de produção regular em meados da década de 1990.
Entre os caçadores, a sua performance é considerada apenas regular, e apropriada para animais de pequeno e médio porte, sendo também dificil hoje em dia encontrar balas adequadas para o processo de recarga manual, e em termos práticos, 100 jardas (91,4 metros) é considerado seu limite de alcance efetivo.